# Jacques Foucher
Pour les articles homonymes, voir Foucher.
Jacques Foucher, dit Foucher du Cher est un homme politique français né à Coullons (Loiret) le 6 décembre 1753 et mort à Aubigny-sur-Nère (Cher) le 23 novembre 1819.

## Biographie

### Notaire à Aubigny
Dernier né d'une fratrie de quatorze enfants, Foucher est le fils d'un laboureur aisé. Sa carrière s'inscrit dans le sillage de son frère aîné François (1732-1807), notaire royal et contrôleur des actes à Aubigny, charges qu'il récupère en 1775 après des études de droit.
En 1776 il épouse Françoise Anne Thomas, fille de bourgeois. Cumulant les charges héritées de son frère, Foucher gère paisiblement une petite fortune jusqu'à la Révolution, occupant également les postes de bailli de la Haie-Blanche, ainsi que d'échevin d'Aubigny en 1781 et 1786. Il acquiert ainsi une certaine notabilité et la considération de ses confrères du notariat.  
En 1789, il se rallie aux idées révolutionnaire et devient le 14 juin 1790 administrateur du Cher. Militant avancé, il est membre de la Société des amis de la Constitution.

### Carrière politique
Le 1er septembre 1791, Foucher est élu député de ce département à l'Assemblée législative, avec 153 voix sur 274 votants, ce qui le contraint à se défaire de son étude. Son rôle y est modeste, et il se borne à opiner avec la gauche.
Le 5 septembre 1792, il est réélu député du Cher à la Convention nationale, par 229 voix sur 319 votants, le troisième sur six. 
Fervent républicain, il siège avec les Montagnards et, lors du procès de Louis XVI, vote la mort sans sursis ni appel. Sur sa proposition, et après avis des comités diplomatique et des domaines, la Convention décide le 19 février 1793 que les revenus de la terre d'Aubigny, érigée en duché-pairie par Louis XIV, au profit de la famille de Lenox, dont l'aïeul était un fils naturel de Charles II d'Angleterre, et de la duchesse de Portsmouth, seraient séquestrés et que les scellés seraient apposés sur les archives du château. 
Foucher est ensuite envoyé en mission dans l'Aube, où il approuve, par lettre, aux Journées du 31 mai et du 2 juin 1793 éliminant les Girondins. Il remplit encore d'autres missions dans le Jura et dans le Doubs. 
En septembre 1793, il entre au comité des assignats et à ce titre est envoyé surveiller la fabrication des billets à Buges dans le Loiret. 

### Carrière dans l'administration
Foucher n'est pas réélu aux élections de 1795. Il devient alors inspecteur de l'octroi municipal de Paris mais ne garde pas longtemps cette charge. Le 25 brumaire an IV (16 novembre 1795), il devient commissaire du Directoire auprès du canton d'Aubigny. Il quitte ces fonctions dès 1796 car elles sont incompatibles avec celles de receveur de l'enregistrement à Aubigny qu'il assure depuis le 20 février.
En 1799, il reprend ses fonctions à l'octroi de Paris, mais pour quelques mois seulement. Le 23 pluviose an X (12 février 1802), le voici membre du conseil de l'arrondissement de Sancerre. Il quitte cette instance lors du renouvellement quinquennal de 1807. 

### Un juge de paix très respecté
Ce régicide n'a rien d'un pestiféré dans la société berrichonne du Premier Empire, puisqu'il figure sur la liste des notables départementaux de l'an X. Devenu juge de paix à Aubigny, il acquiert le respect unanime de ses concitoyens. Les rapports gouvernementaux sont tous très en faveur de ce conventionnel repenti, bien mieux loti que ses anciens collègues Fauvre-Labrunerie ou Pelletier. 
En l'an XIII, il est membre des collèges électoraux départementaux, preuve de son aisance financière. 

### Une fin de vie difficile
En 1815, Foucher se compromet gravement lors des Cent-Jours, en acceptant la fonction de conseiller général du Cher, puis en intégrant la délégation envoyée à l'assemblée du Champ de Mai à Paris. 
En 1816, il est victime de la loi bannissant les régicides du royaume, non pas pour ses implications susdites, mais parce qu'il n'a pas démissionné de son poste de juge lors du retour de l'Empereur. 
D'abord exilé à Constance, il se fixe en 1817 à Lausanne. Âgé et malade, Foucher sollicite vivement sa grâce auprès du gouvernement royal. Se disant atteint de la maladie de la pierre, soutenu par Boissy d'Anglas et le général Augier, il reçoit l'autorisation de rentrer en France le 25 mai 1819.
Il revient à Aubigny pour y mourir quelques mois plus tard, à l'âge de 66 ans.